# (367) Amicitia
(367) Amicitia és l'asteroide número 367. Va ser descobert per l'astrònom Auguste Charlois des de l'observatori de Niça (França), el 19 de maig de 1893. La seva designació alternativa és 1893 AA.